# Алмено Сан Бартоломео
Алмѐно Сан Бартоломѐо (на италиански: Almenno San Bartolomeo; на ломбардски: Almè San Bartolomè, Алме Сан Бартоломе) е градче и община в Северна Италия, провинция Бергамо, регион Ломбардия. Разположено е на 352 m надморска височина. Населението на общината е 6207 души (към 2017 г.).